# Stilling
Se også Stilling (Skanderborg).
En stilling er en funktion hos en arbejdsgiver, som kan være lønnet, fast eller tidsbegrænset.
Visse stillinger i den offentlige sektor er embeder og medarbejderen kaldes i så fald en embedsmand.
I Danmark aftaler arbejdsmarkedets parter ansættelsesvilkårene for danskere på arbejdsmarkedet. Fagforeninger indgår overenskomster med virksomhederne på medarbejdernes veje.